# Aseptis rubiginosa
Aseptis rubiginosa är en fjärilsart som beskrevs av Walker 1865. Aseptis rubiginosa ingår i släktet Aseptis och familjen nattflyn. Inga underarter finns listade i Catalogue of Life.